# Jakob Žnidaršič
Jakob Žnidaršič, slovenski gimnazijski profesor in publicist, * 2. julij 1847, Kal pri Pivki, † 3. oktober 1903, Sarajevo.

## Življenje in delo
Žnidaršič je po končani gimnaziji v Ljubljani študiral fiziko in matematiko na Dunaju. Kot gimnazijski profesor je učil v raznih krajih monarhije. Ko je opravil dopolnilna izpita iz fizike za višje gimnazije (Dunaj, 1881) in srbohrvaščine kot učnega jezika (Gradec, 1882), je postal 1882 profesor na Veliki gimnaziji Sarajevu in tu s prekinitvami zaradi bolezni učil do smrti. 
Bil je velik rodoljub, temeljit v svoji stroki in nadvse strog pedagog. Po 1896 je začel živčno bolehati, izgubljati vero vase in v usodo slovanskih narodov nasploh. Ob slovensko-hrvaškem obisku Prage 1885 ob tisočletnici Metodove smrti je imel v praški mestni hiši panslavistični nagovor na Jugoslovane in Čehe, katerega so avstrijske oblasti ocenile kot škandal in mu kasneje v Sarajevu povzročile nevšečnosti.
Žnidaršič je že kot študent in še tudi pozneje objavljal članke v Slovenskem narodu. Poskušal se je v poeziji, a objavil le dve pesmi (Slavjanski almanah 1879, Ljubljanski zvon, 1882), za SN (1879–80, 1896) je napisal več leposlovnih in memoarskih podlistkov. Iz svoje stroke je napisal knjigo Oko in vid (1880).